# Pobjoy Airmotors and Aircraft

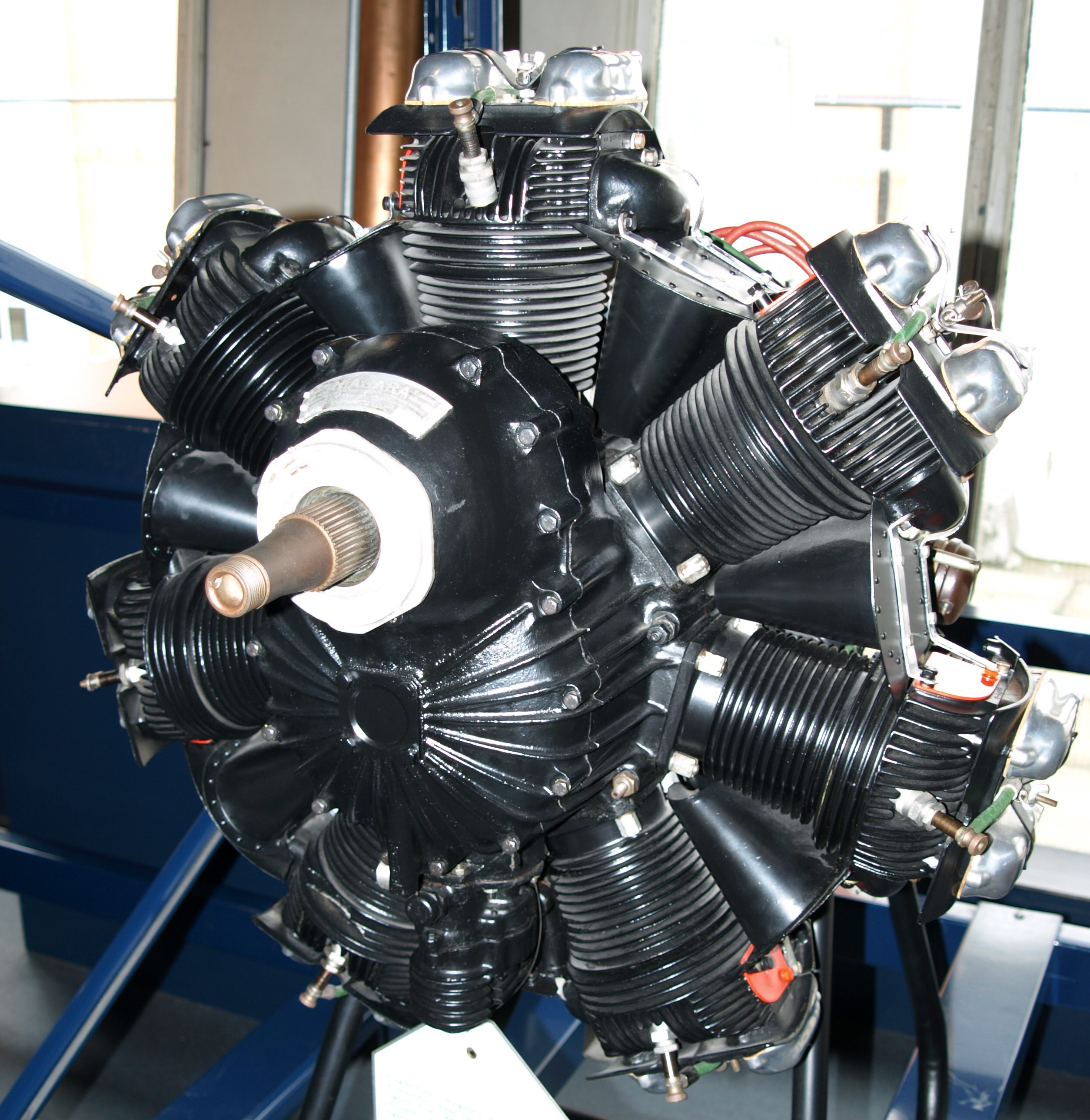
Pobjoy Niagara in het Science Museum in Londen

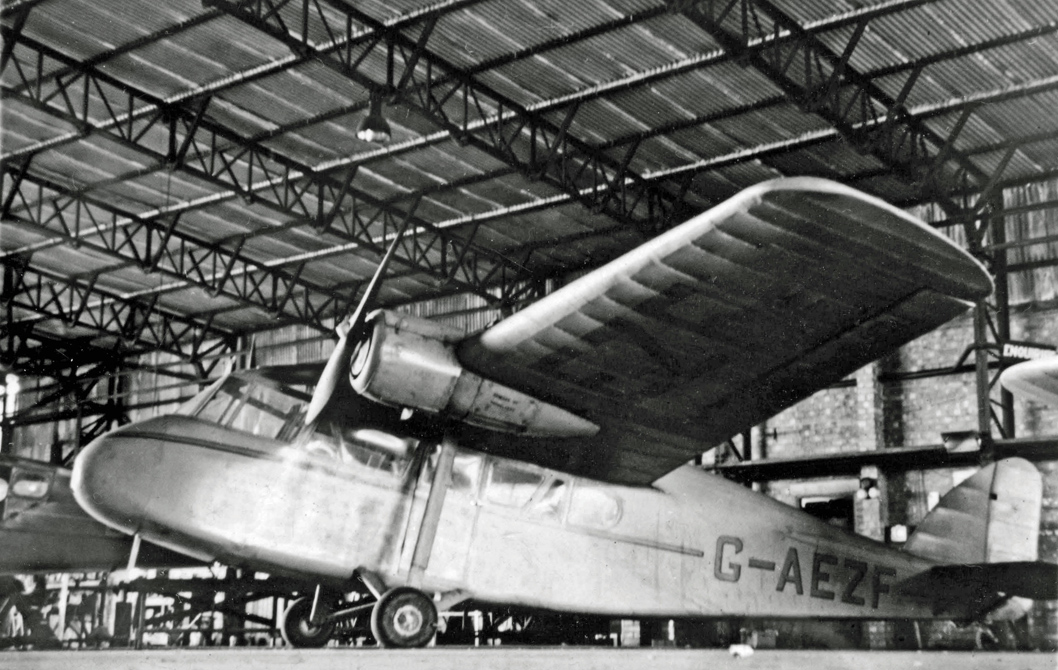
Een Short Scion, gebouwd door Pobjoy

Pobjoy Airmotors and Aircraft was een Brits producent van vliegtuigmotoren en lichte vliegtuigen. De firma werd in 1928 gesticht door Douglas Rudolf Pobjoy als Pobjoy Airmotors, om de stermotoren te bouwen die hij had ontworpen.
Het bedrijf  was eerst gevestigd op Hooton Park, een voormalige luchtmachtbasis nabij Hooton (Cheshire). De motoren van Pobjoy waren in eerste instantie de Pobjoy "P" en Pobjoy "R" met zeven cilinders, die onder meer een versie van de Comper Swift aandreef. Deze motor evolueerde verder tot de Niagara, waarvan meerdere versies (I tot V) gebouwd werden. De firma bouwde ook de Cataract en Cascade, afgeleid van de Niagara. De Cascade dreef de schroef rechtstreeks aan; de Niagara en Cataract beschikten over versnellingen. De kleine en lichtgewicht Niagara werd een populaire motor voor lichte en experimentele vliegtuigen.
In 1935 werd de firma een public company en veranderde haar naam in Pobjoy Airmotors and Aircraft, Ltd. Pobjoy vestigde zich in Rochester (Kent), nabij de fabriek van Short Brothers. Ze verkreeg een licentie voor de bouw van de Short Scion en Scion Senior, lichte transportvliegtuigen van Short Brothers, die uitgerust waren met Pobjoy Niagara-motoren. Oswald Short, een van de Short Brothers, werd lid van het bestuur van Pobjoy. Pobjoy ontwierp ook een eigen vliegtuig, de Pirate. Dit was een eenmotorige eendekker met drie zitplaatsen, aangedreven door een Niagara. Het prototype vloog in 1935 maar de prestaties waren teleurstellend en er werd slechts 1 exemplaar van gebouwd.
In 1938 nam Short alle aandelen van Pobjoy over. Douglas Pobjoy ging weg en werd directeur van D.R.P. Engines, Ltd. Zijn vorige firma bouwde in de Tweede Wereldoorlog vliegtuigonderdelen in onderaanneming.

## Motoren
- Pobjoy "P"
- Pobjoy "R" (o.m. gebruikt in een versie van de Comper Swift evenals de Letov Š-139)
- Niagara (o.m. gebruikt voor de tweemotorige Pobjoy-Short Scion en de viermotorige Scion Senior, de Comper Kite en de tweemotorige Monospar ST-10 en ST-25)
- Cataract (gebruikt in de British Aircraft Swallow, een in licentie gebouwde Britse versie van de Klemm L.25)
- Cascade (gebruikt in de experimentele Autogiro Company of America AC-35 autogiro)

(alle luchtgekoelde zevencilinder-stermotoren)